# Vladimir Nazor
 (mars 2025).

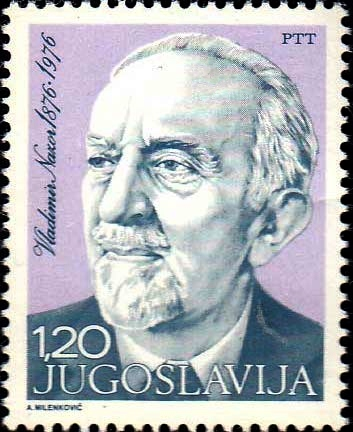

Vladimir Nazor, né le 30 mai 1876 à Postira et mort le 19 juin 1949 à Zagreb, est un poète et homme politique croate. Il est également le premier président de la République populaire de Croatie (1945–1949).

## Œuvres
Il a écrit les paroles de l'hymne Uz Maršala Tita, dédié à Tito.